# Frederic J. Brown
Frederic Joseph Brown (* 9. Juli 1905 in Britton, Marshall County, South Dakota; † 13. März 1971 in Washington, D.C.) war ein amerikanischer Generalleutnant der United States Army.

## Leben
Frederic Brown besuchte die öffentlichen Schulen seiner Heimat. In den Jahren 1924 bis 1927 absolvierte er die United States Military Academy in West Point. Anschließend wurde er als Leutnant der Artillerie zugewiesen. In der Armee durchlief er anschließend alle Offiziersränge vom Leutnant bis zum Drei-Sterne-General. Über seinen militärischen Werdegang bis zum Zweiten Weltkrieg ist nicht viel überliefert.
Noch vor dem japanischen Angriff auf Pearl Harbor am 7. Dezember 1941 gehörte Brown der erst Anfang des Jahres neu aufgestellten 3. Panzerdivision an. In den Jahren 1942 bis 1945 kommandierte er die Artillerie dieser Division. Diese landete am 6. Juni 1944 am Omaha Beach und marschierte anschließend durch Frankreich und Belgien in Richtung der deutschen Grenze. Anschließend drang sie zusammen mit anderen Einheiten bis weit nach Deutschland vor. Danach kehrte er mit seiner Division in die Vereinigten Staaten zurück.
Im Jahr 1947 absolvierte Brown das National War College. In den 1950er Jahren war er vor allem Stabsoffizier im EUCOM-Hauptquartier und bei USAREUR. Bei USAREUR war er in den Jahren 1958 und 1959 auch als Stabschef tätig. Zwischen Juli 1959 und Oktober 1960 war Brown als Generalmajor kommandierender General der 3. Panzerdivision. Danach kommandierte der nun zum Generalleutnant beförderte Brown als Nachfolger von Paul D. Adams das V. Corps, dessen Hauptquartier sich in Frankfurt am Main befand. Diesen Posten bekleidete er vom 1. Oktober 1960 bis zum 28. August 1961. Danach kommandierte er von 1962 bis 1963 die der Allied Forces Southern Europe unterstellte Landkomponente Allied Land Forces Southern Europe. Zwischen dem 1. August 1963 und dem 31. Juli 1965 hatte Brown den Oberbefehl über die damals in San Francisco stationierte 6. Armee. Anschließend ging er in den Ruhestand, aus dem er bald zurückgeholt wurde, um eine Untersuchung über die Logistik der Armee zu leiten. Den nach ihm benannten Brown Board leitete er zwischen 1965 und 1967. Dann ging er endgültig in den Ruhestand.
In seinem Ruhestand war Frederic Brown Präsident der U.S. Army Armor Association. Der mit Mary Kathryn Richard verheiratete General starb am 13. März 1971 im Walter-Reed-Militärkrankenhaus in Washington und wurde auf dem Nationalfriedhof Arlington beigesetzt.

## Orden und Auszeichnungen
Frederic Brown erhielt im Lauf seiner militärischen Laufbahn unter anderem folgende Auszeichnungen:
- Army Distinguished Service Medal
- Silver Star
- Legion of Merit
- Bronze Star Medal
- Air Medal